# 伊泽尔河畔格雷西
伊泽尔河畔格雷西（法語：Grésy-sur-Isère，法語發音：[ɡʁezi syʁ izɛʁ]）是法国萨瓦省的一个市镇，属于阿尔贝维尔区。

## 地理
伊泽尔河畔格雷西（45°36'4"N, 6°15'13"E）面积9.02 平方千米，位于法国奥弗涅-罗讷-阿尔卑斯大区萨瓦省，该省份为法国东部省份，历史上为薩伏依的一部分，北起上萨瓦省，西接伊泽尔省和安省，南部和东部与上阿尔卑斯省和意大利接壤。
与伊泽尔河畔格雷西接壤的市镇（或旧市镇、城区）包括：埃科勒、蒙塔约尔。

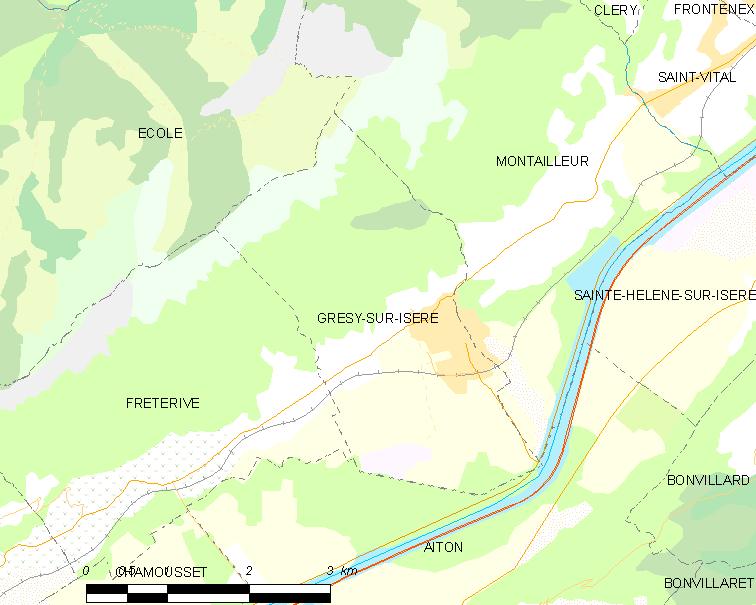
伊泽尔河畔格雷西的OSM定位图

伊泽尔河畔格雷西的时区为UTC+01:00、UTC+02:00（夏令时）。

## 行政
伊泽尔河畔格雷西的邮政编码为73460，INSEE市镇编码为73129。

## 政治
伊泽尔河畔格雷西所属的省级选区为阿尔贝维尔第二县。

## 人口

1962-2008年间伊泽尔河畔格雷西人口变化图示

伊泽尔河畔格雷西于2022年1月1日时的人口数量为1197人。